# David Frič
David Frič (Kladno, 17 febbraio 1983) è un allenatore di calcio a 5 ed ex giocatore di calcio a 5 ceco.

## Carriera

### Club
Frič ha iniziato la carriera nell'Ebárna Kladno, con cui ha vinto un campionato di seconda divisione e debuttato nella massima serie. Al termine della stagione 2003-04, conclusasi con la retrocessione dell'Ebárna, Frič si è trasferito al Viktoria Žižkov, divenuto in seguito Eco Investment. La parentesi più ricca di successi è però il triennio trascorso con gli slovacchi dello Slov-Matic FOFO tra il 2009 e il 2012, durante il quale ha vinto tre campionati e altrettante coppe nazionali, debuttando inoltre nella Coppa UEFA. Nel 2012 Frič è rientrato in patria, giocando per altri tre anni prima di ritirarsi e iniziare la carriera di allenatore.

### Nazionale
Frič ha avuto una carriera decennale nella nazionale ceca, con cui ha disputato 114 partite e realizzato 29 reti. Ha partecipato a cinque edizioni del campionato europeo e a due Coppe del Mondo.

## Palmarès
- Coppa della Repubblica Ceca: 1
Eco Investment: 2006-07
- Campionato slovacco: 3
Slov-Matic FOFO: 2009-10, 2010-11, 2011-12
- Coppa della Slovacchia: 3
Slov-Matic FOFO: 2009-10, 2010-11, 2011-12